# Палладий (Роговский)
Игу́мен Палла́дий (в миру Фёдор Семёнович Ро́гов, позже — Рого́вский; 8 [18] февраля 1665, Рог, Кашинский уезд — 23 января [3 февраля] 1703, Москва) — игумен Заиконоспасского монастыря, ректор Славяно-греко-латинской академии. Первый русский доктор философии и богословия, получивший учёную степень в университете Западной Европе.

## Биография
Родился в 1655 году в сельце Рог (владение Калязинского Троицкого монастыря) в Кашинском уезде (ныне — в Калязинском районе Тверской области).
Принял монашество в Савво-Вишерском монастыре, служил иеродиаконом при епископе Тамбовском Леонтии. В 1685—1687 годы учился в богоявленской школе братьев Лихудов.
В 1687—1698 годы жил за границей, куда он поехал без разрешения патриарха Иоакима, с целью «совершенного учения»; во время своих странствований Палладий Роговский год провёл в Вильне в иезуитской школе, год — в силезском городе Нейссе, год — в Ольмюце, где для поступления в иезуитскую школу должен был принять католичество. Наконец, «ради лучшего учения философии и богословия» он отправился в Рим; здесь в течение семи лет Палладий Роговский прошёл курс греко-униатского училища и достиг сана доктора философии и богословия.
В 1700 году был назначен игуменом Заиконоспасского монастыря и ректором славяно-латинской академии.
Служба Палладия в России продлилась всего три года. Как пишет Георгий Флоровский, «Палладий прожил слишком недолго, и заметного влияния оказать не успел. О действительном его умонастроении мы можем судить с полной очевидностью по его сохранившимся проповедям, — в них он вполне остаётся в кругу римской доктрины…».
В 1703 году Палладий скончался и был погребён в Трапезной церкви Заиконоспасского монастыря.

## Сочинения
Из сочинений Палладия Роговского до нас дошло «Исповедание веры», написанное им после возвращения в Россию по требованию патриарха Адриана; в этом сочинении он исповедует свою веру, описывает отступления от православия и излагает погрешности римского учения.
Второе сочинение Палладия Роговского — его челобитная патриарху Адриану.
Третья, переводная, его работа — «История церковная» Каллиста Ксанфопула.
Палладию Роговскому приписываются два безымянных сочинения: «Описание Рима» (преосв. Филаретом) и «Поучения на праздники господские и богородичные», помещённые в сборнике Спасо-Ярославского монастыря (арх. Леонидом).
«Исповедание…» и челобитная Палладия Роговского напечатаны в «Древней российской вивлиофике» (т. 18).

## Избранная библиография
- Челобитная к патриарху Адриану, описание жития и учения и исповедание веры игумена Заиконоспасского училищного монастыря Палладия Роговского // Древняя российская вивлиофика. — Изд. 2-е. — М.: В типографии Компании типографической, 1791. — Т. 18. — С. 148–197. — 436 с.